# Siderastreidae
Siderastreidae es una familia de corales marinos que pertenecen al orden Scleractinia de la clase Anthozoa. 
Cada cabeza de coral está formada por una colonia de pólipos genéticamente idénticos, que secretan un esqueleto de carbonato de calcio, lo que los convierte en importantes constructores de arrecifes de coral, como los demás corales hermatípicos del orden Scleractinia.
Las estructuras esqueléticas de la colonia tienen normalmente formas masivas, en ocasiones ramificadas o incrustantes. Los coralitos se forman en modo extratentacular y están compuestos de varillas concéntricas. Los septa no están unidos
La familia comprende actualmente 2 géneros y 6 especies nominales, todas ellas con zooxantelas. Aunque hasta hace poco, y todavía hoy en día, en bases de datos de referencia mundial, como ITIS, se enmarcan en esta familia otros cuatro géneros: 
- Anomastrea. Marenzeller, 1901
- Coscinaraea. Milne-Edwards and Haime, 1848
- Horastrea. Pichon, 1971
- Psammocora. Dana, 1846

El género Siderastrea se distribuye tanto en el Atlántico como en el Pacífico, sin embargo Pseudosiderastrea solo se halla en el Pacífico.
Estudios moleculares filogenéticos muestran que es polifilética, aunque dichos análisis no se han realizado con toda la familia.

## Géneros
- Pseudosiderastrea. Yabe & Sugiyama, 1935
- Siderastrea. de Blainville, 1830